# I.T

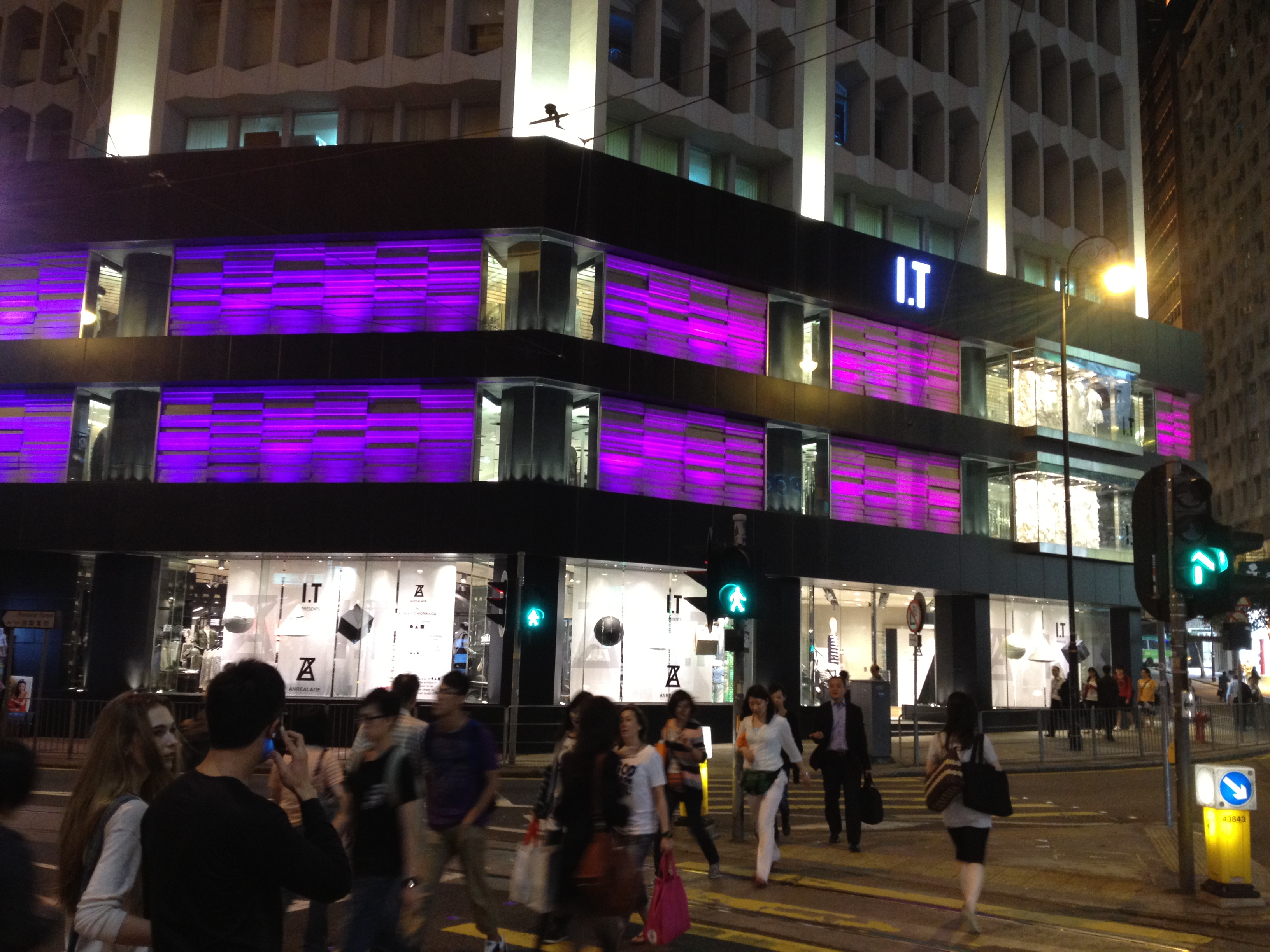
I.T 銅鑼灣希慎道一號旗艦店

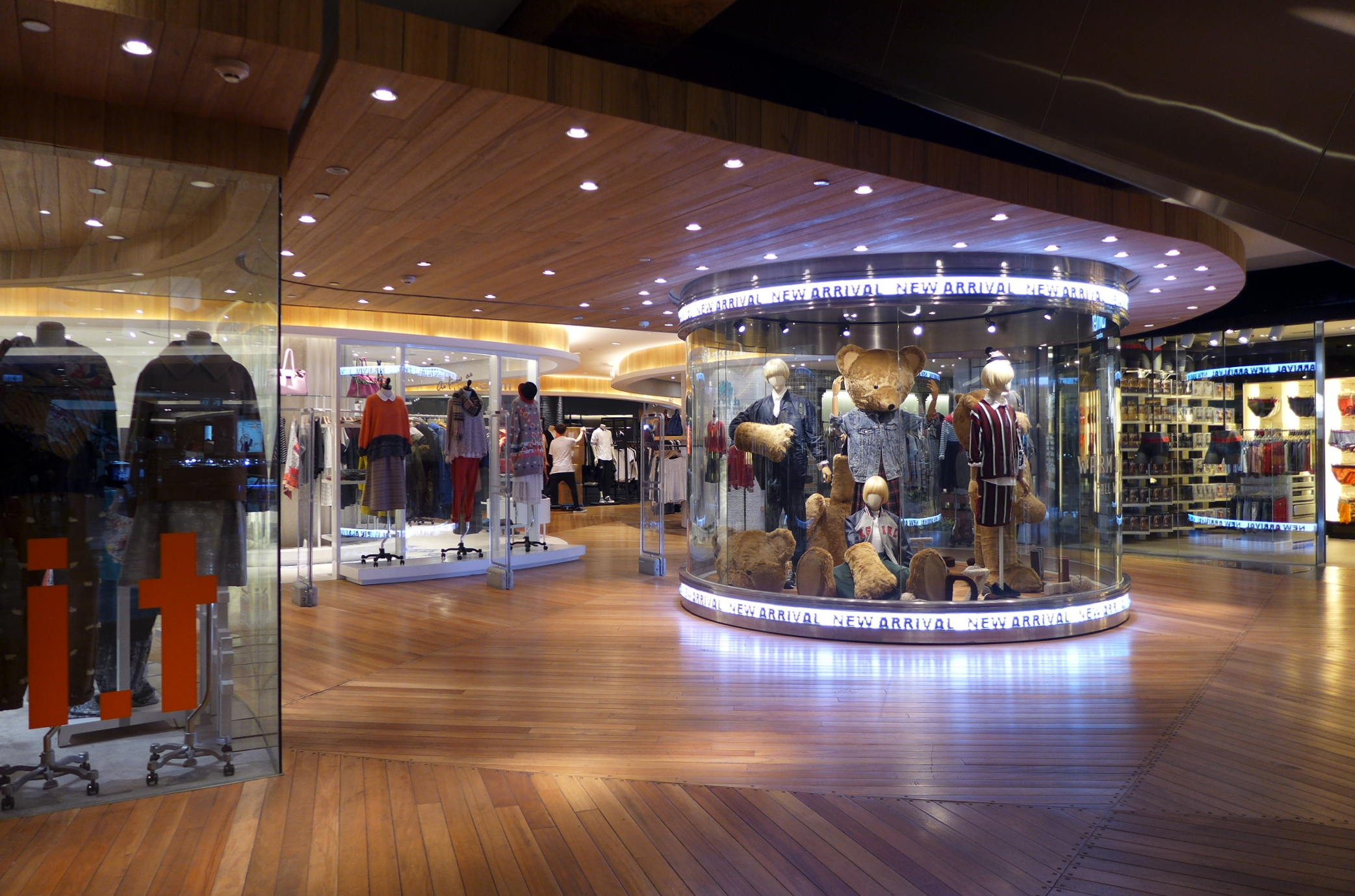
朗豪坊i.t專門店

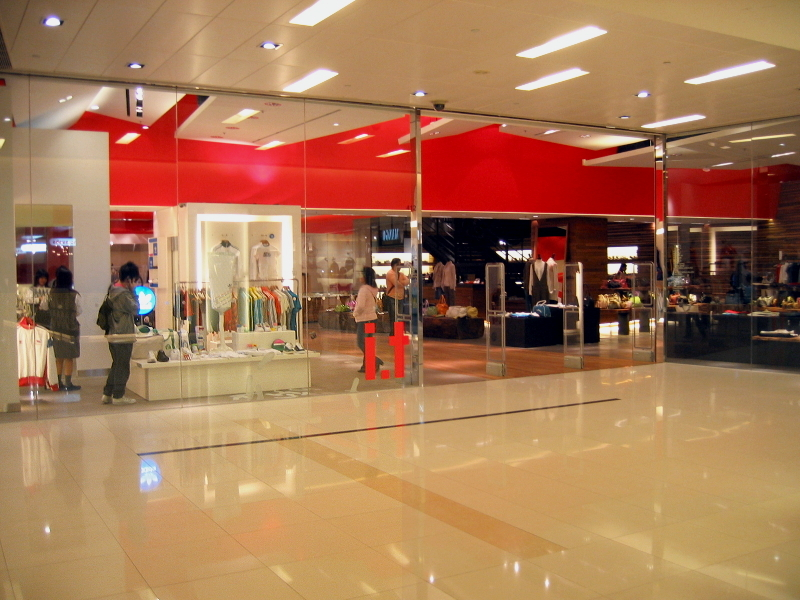
新城市廣場i.t專門店（2006年）

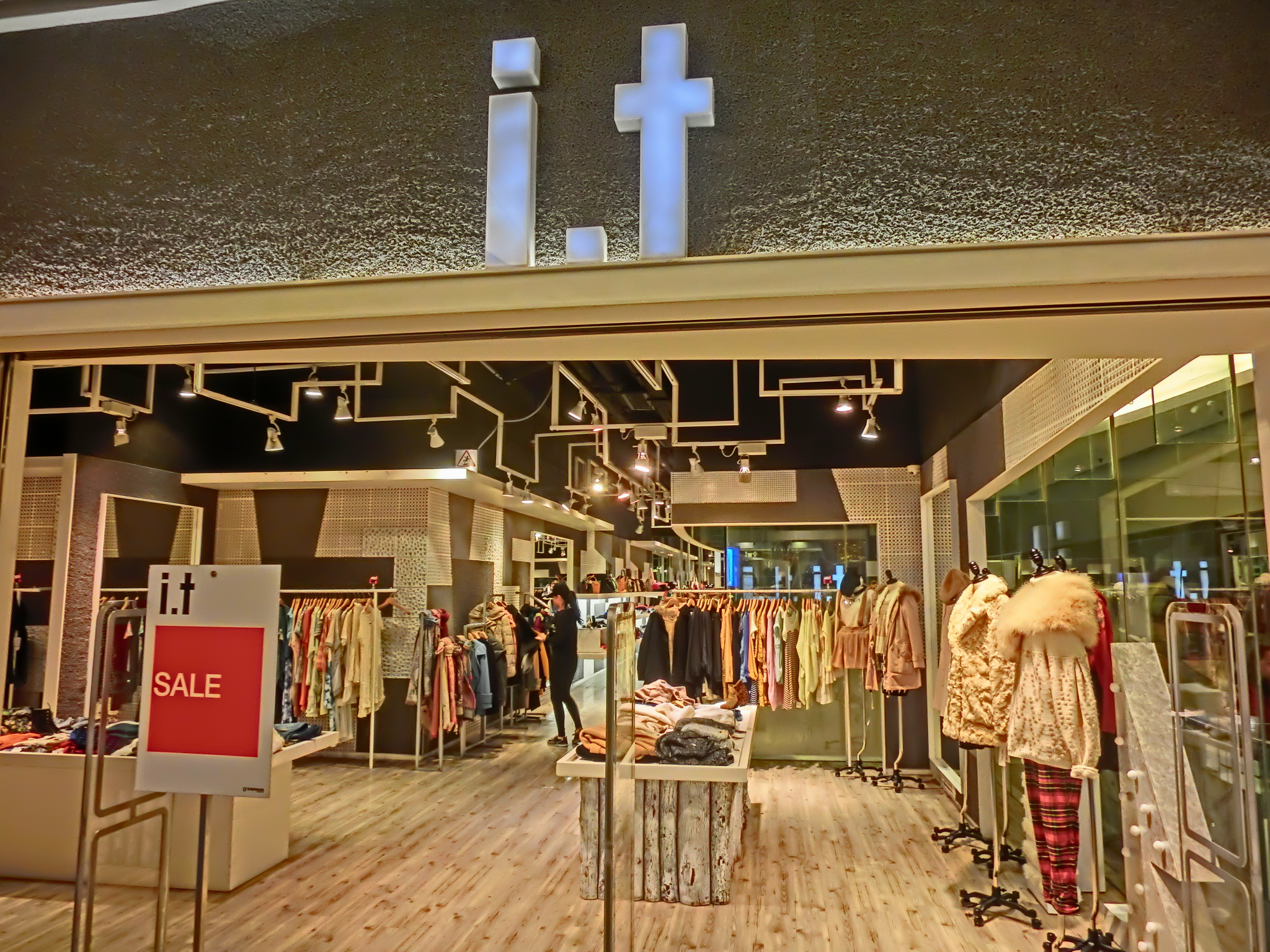
在觀塘APM的i.t.專門店

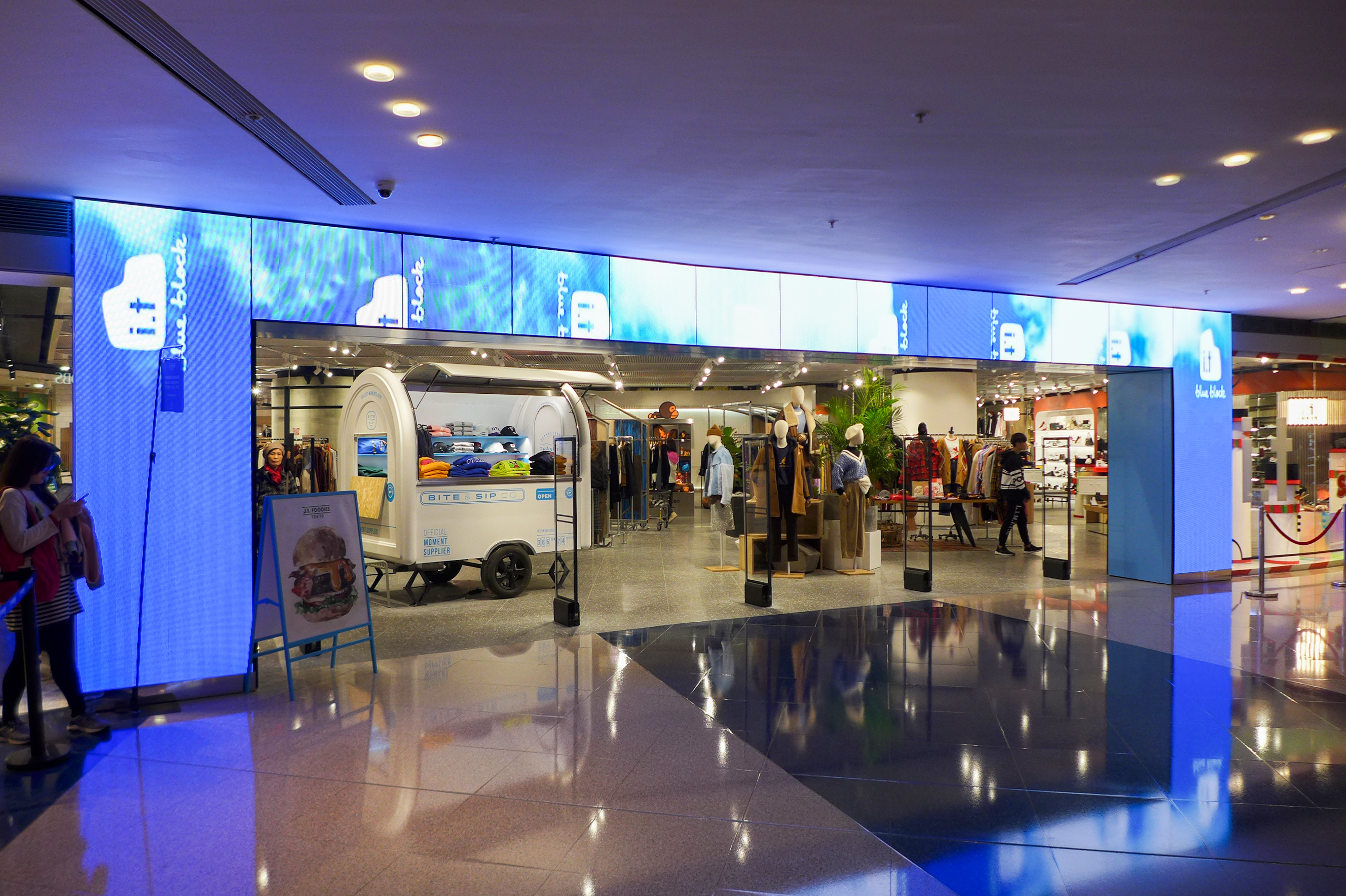
又一城i.t blue block

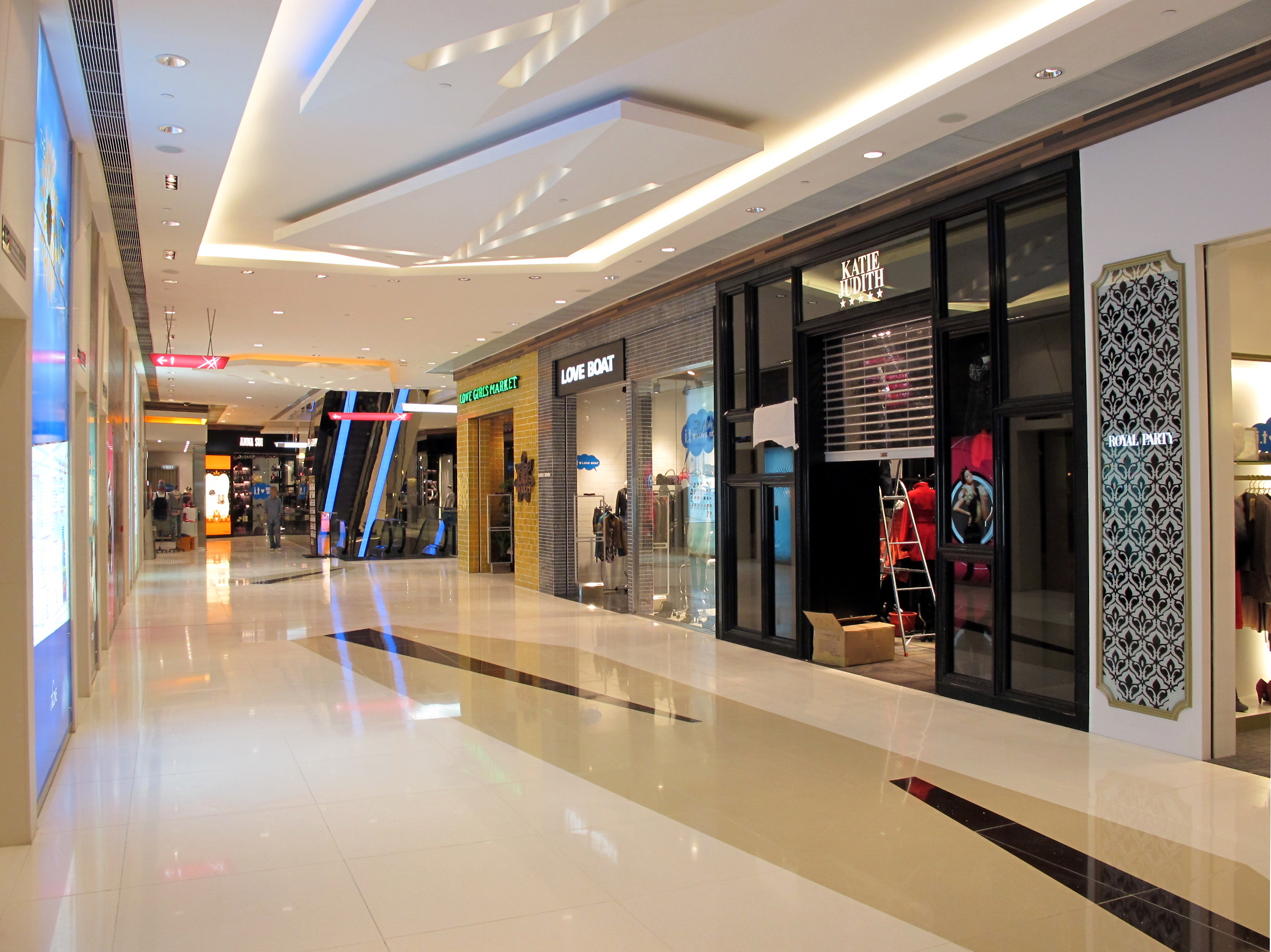
尖沙咀The ONE商場在2010年至2014年設多個i.t代理品牌，其後已結業

I.T（港交所除牌前：0999.HK），於1988年成立，集團主要從事銷售時裝及配飾，為香港的時裝零售商之一，在香港、澳門、中國大陸及台灣銷售，設計及製造時裝的品牌服饰。
I.T代理多家歐洲及日本時裝品牌，包括French Connection及A Bathing Ape，亦有設計及製造多個自家品牌，包括AAPE、b+ab、CHOCOOLATE、izzue、Mini Cream、tout ā coup、5cm等。
沈嘉偉是I.T主席兼行政總裁，其弟沈健偉是創作總監；另外，施俊偉是I.T採購部副經理。大股東沈嘉偉及其胞弟沈健偉，二人共同持有公司7.29億股，佔已發行股份60.98%。
I.T於2021年通過私有化議案，於2021年4月30日撤銷上市地位。

## 歷史
1988年11月，沈嘉偉與其弟沈健偉在香港銅鑼灣伊利莎伯大廈開設「Green Peace」，銷售當時甚為流行的英國Dr. Martens皮鞋及Levi's 501牛仔褲，亦引入不少當時於香港甚罕見的歐洲時裝品牌。店舖其後不斷擴展，分店一家接一家地設立。1993年在同區信和廣場開設首間旗艦店。1997年，由於店舖名稱與環保組織綠色和平相同，Green Peace易名為I.T （Income Team） 繼續經營。I.T在2005年3月4日在香港交易所上市。
目前，I.T公司與香港另一間上市的旭日企業合股成立旭日宜泰公司，合作發展香港、澳門、台灣、以及大陸的業務。各地共有店鋪180餘間。2008年的全年零售業績為20億2100萬港幣。
2011年1月，I.T公司以2.3億元日圓（約2185萬港元）代價，收購日本品牌A Bathing Ape的控股公司Nowhere約 90.27%股權。同年7月，沈嘉偉表示由於加租壓力很大，不排除未來會關閉本港部分店舖，但他強調，旗下產品短期不會因為租金急升而加價，希望以增加生意抵銷有關影響。他亦指出內地租金增幅亦達到雙位數，但增幅低於香港，未來會於杭州、南京、天津、深圳及廣州等地開設更多分店。
同年，I.T位於銅鑼灣希慎道一號的旗艦店「I.T HYSAN ONE」開幕，樓高四層，分層設立多個自家品牌之店舖，總面積高達接近二萬五千平方呎。
2014年，I.T得到香港眾多明星的站台支持，包括巨星張學友、張曼玉及其他明星如張智霖、袁詠儀、吳君如、蔡一智及上山詩鈉等。
2018年，I.T邀請了來自世界各地的紋身師參與在希慎道一號旗艦店的Pop-up店開幕，當中更邀請了被《NEW YORK TIMES》喻為世上最知名的美國紋身師之一的紋身大師Dr. Woo。
2018年12月24日，I.T斥資4.86億瑞典克朗，即大約4.23億港元，購入瑞典服飾品牌Acne Studios的10.9%權益。
2020年12月，I.T創辦人沈嘉偉、聯同私募基金CVC資本合夥公司向I.T獨立股東提出將I.T私有化，若計劃獲股東通過，2005年上市的I.T將會撤銷上市地位，完成交易後，沈嘉偉及沈健偉的控股公司將持有I.T 50.65%股權，CVC就持有49.35%股權。
2022年7月，I.T旗下網上購物平臺EESE停止營運。

## 財務狀況
2012/13財政年度截止日，I.T在香港共有295家店舖，澳門10家香港附屬店舖，在中國大陸及台灣則分別擁有237及21家店舖。集團之總營業額增長14.0%達65.43億港元。每股基本盈利減少20.5%至0.31港元。每股攤薄盈利減少18.9%至0.30港元。
香港繼續是集團的主要市場以及最大的銷售與盈利貢獻來源。於2012/13財政年度，香港業務的總營業額達37.08億港元，較去年增加8.8%，佔集團總營業額之56.7%。中國大陸業務之總營業額再錄得另一年的強勁增長，上升至20.364億港元，較去年增加31.8%，佔集團總營業額之31.1%。雖然中國大陸之市場環境充滿挑戰，集團繼續以在所有營運地區之中最快的速度來推動擴展中國大陸之零售網絡。日本業務之營業額在2011/12財政年度的較高基數下減至5.144億港元，較去年減少8.1%，佔集團總營業額之7.9%。
2015年10月底，I.T公佈2015/16財政年度的中期業績，除受早前公佈、因人民幣貶值造成的一次性大額外滙虧損影響外，上半年香港業務疲弱，錄得逾9,000萬港元虧損，為2005年上市以來首次「見紅」。儘管業績欠佳，惟公司指仍考慮審慎擴張，無意大規模關舖。
截至2019年8月31日，I.T公佈中期業績，期內營業額40.15億元，按年下降1.2%。錄得虧損7,196萬元，相對上年同期純利1.13億元，盈轉虧。

### 2020年
2020年4月9日，I.T發出盈利警告通知，預期該年度將錄得不少於 3 億元的股東應佔淨虧損。I.T指，虧損原因包括社會動盪及2019冠状病毒病疫情。
2020年5月25日，I.T就盈利警告發出補充公告，指截至2020年2月29日止的財政年度第四季度，對於商譽、物業、家具及設備及使用權資產的減值撥備，預期股東應佔淨虧損不少於7億港元，較4月9日公布的預期淨虧損大增4億元或擴大1.3倍。
2020年5月27日，I.T公布截至2020年2月29日止年度業績。該年度虧損7.46億港元（下同），相對於2018-19年度全年純利4.44億元，由盈轉虧。其中商譽、物業、傢具及設備以及使用權資產的減值撥備6.13億元，淨虧損1.32億元。期內總營業額77.19億元，按年減少12.6%。港澳地區營業額25.8億元，按年減少23.3%，同店銷售按年減少23.2%。中國大陸地區營業額37億港元，按年減少9.4%，同店銷售按年減少5.3%。集團毛利47.3億元，按年減少16.1%，毛利率61.3%。I.T指受到全球經濟增長放緩和中美貿易戰影響，加上香港社會動盪加劇及疫情爆發，重創集團數個營運地區業務。I.T為此關閉了26家在港澳的分店，並要求員工放無薪假及減薪。9月傳出被數間商場的業主追收租金，恒隆地產更曾入稟追租共24次。

## I.T與i.t.之分別
大寫字母「I.T」是售賣高級時裝，價錢較高，目前只在港島及九龍區，中國廣州設有分店。小寫字母「i.t.」則是售賣年青人的時裝，價錢較適中，在港九新界、廣州均設有多家分店。

## 旗下品牌

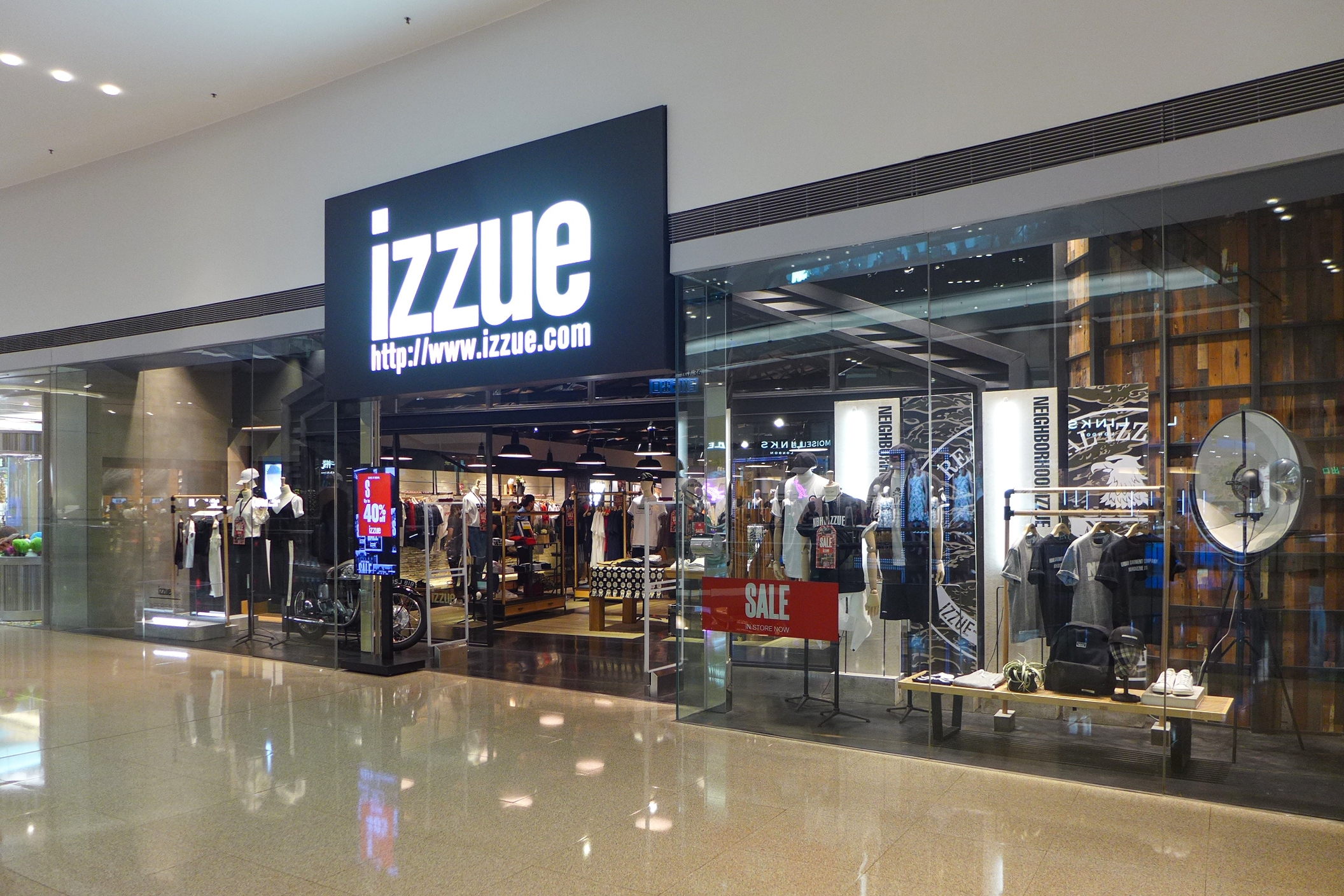
又一城izzue

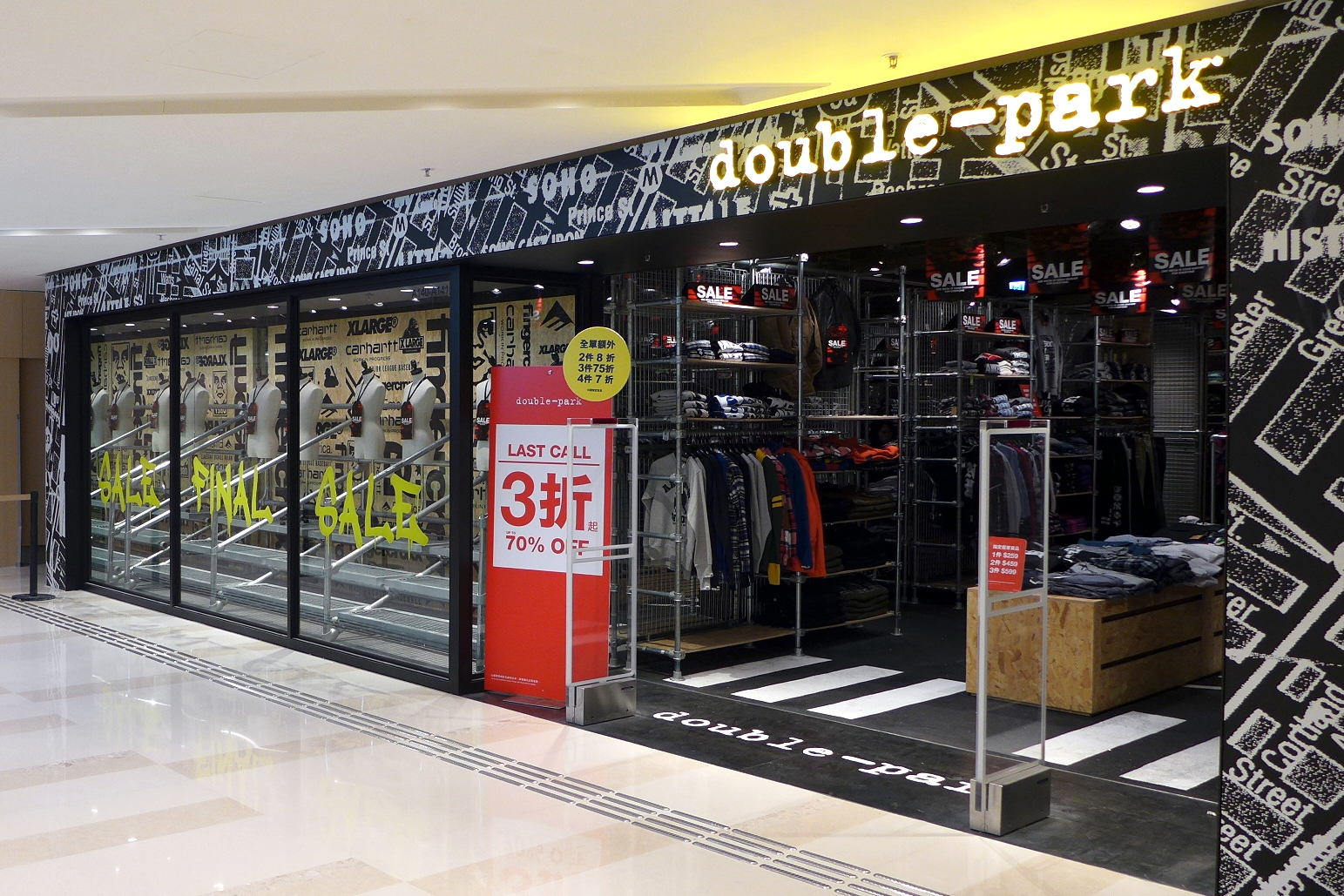
YOHO MALL 形點double-park

### 自家品牌
- I.T
- i.t
- i.t blue block（2018年創立，時尚與生活結合，並引入日本人氣班戟店FLIPPER'S）
- b+ab（1995年創立）
- izzue（1999年創立）
- double-park（2000年創立）
- 5cm
- CHOCOOLATE （2006年創立）
- Venilla Suite
- EXI.T
- ete!
- fingercroxx
- tout à coup
- Katie Judith
- Mini Cream

### 部份代理品牌
- A Bathing Ape
- Alexander McQueen
- ANNA SUI
- Ann Demeulemeester
- as know as de base
- BEAMS
- BEAMS BOY
- Comme Des Garçons
- Camper
- French Connection（fcuk）
- Fred Perry
- Gravis
- HYOMA
- Journal Standard
- MUSIUM DIV.
- Maison Martin Margiela
- NEIGHBORHOOD
- SOPHNET.
- STYLENANDA
- Tsumori Chisato
- Zadig & Voltaire
- zucca
- IRO

### 餐飲
- SWEET MONSTER韓國爆谷雪糕
- Flipper’s日本人氣班戟店
- J.S. FOODIES主打美式漢堡和班戟
- CAFÉ@OFF-WHITE
- 阿夫利拉麵（AFURI ramen＋dumpling）柚子拉麵店
- Deus Café
- Snow Peak Eat
- sift desserts西式糕點 （已於2022年8月中全線結業）
- Cafe O, 又名Cafe@off white位於海港城

## 事件

### 香港分店在反對逃犯條例修訂草案運動中成為抵制目標
香港反對逃犯條例修訂草案運動持續多月，2020年2月16日，晨曦明星足球隊與香港警隊進行足球友誼賽，當晚警務處處長鄧炳強、總警司謝振中等人出席晨曦明星足球隊晚宴，I.T主席兼行政總裁沈嘉偉亦在席中。其後晚宴短片在網上流傳，沈嘉偉被指撐警，引發網民罷買I.T產品，並標籤其為藍店。2020年5月24日，有網民發起在銅鑼灣、灣仔一帶遊行，抗議「港版國安法」。當日下午3時45分，I.T銅鑼灣禮頓道分店被破壞，數名黑衣人擊毀店舖多塊櫥窗，玻璃碎片散落一地，部份陳列品被放到街上。離該店幾步之遙、同屬I.T集團的A Bathing Ape，玻璃櫥窗也被擊碎，店內的金色人形公仔被人搬出放到街上成為路障。有報章就該事件聯絡I.T企業傳訊部，對方表示沒有回應。